# Шумейків
Шуме́йків —  село в Україні, у Бахмацькій міській громаді Ніжинського району Чернігівської області.
Також в усному мовленні хутір Шумейки́.

## Історія
12 червня 2020 року, відповідно до розпорядження Кабінету Міністрів України № 730-р «Про визначення адміністративних центрів та затвердження територій територіальних громад Чернігівської області», увійшло до складу Бахмацької міської громади.
19 липня 2020 року, в результаті адміністративно-територіальної реформи та ліквідації Бахмацького району, село увійшло до складу Ніжинського району Чернігівської області.